# (337) Devosa
(337) Devosa est un astéroïde de la ceinture principale découvert par Auguste Charlois le 22 septembre 1892.